# Eliezer Wolff
Pour les articles homonymes, voir Wolff.
Eliezer Wolff, né le 16 août 1965 à Strasbourg, est un rabbin français, juge au tribunal rabbinique (dayan) à Nice puis à Toulouse et à Marseille. Il est ensuite le grand-rabbin et le Av Beth Din d'Amsterdam.

## Biographie
Eliezer Wolff est né à Strasbourg. Il est le fils de Robert Wolff de Strasbourg et de son épouse Claudine née Bloch. Il étudie à l'École Aquiba de Strasbourg et obtient son baccalauréat français. Il continue ses études en Israël à la Yechiva Kol Tora de Jérusalem, sous la direction du rabbin Shlomo Zalman Auerbach, puis à la Yechiva de Ponevezh de Bnei Brak, sous la direction du rabbin Elazar Shach et du rabbin Powarsky.
Il est ordonné rabbin (Smikha) par les rabbins Nissim Karelitz et B. Werner.

### Kollel
Après son mariage avec Dina Meyer, la fille de Marc Meyer, le rabbin de Saint Louis, dans le Haut-Rhin, il entreprend des études pour devenir juge au tribunal rabbinique (Dayan) comme membre du Kollel de Dayanout Michmat Israël de Bayit VeGan (Jérusalem), durant 7 ans. Il intervient comme assistant au Beth Din de Jérusalem pendant deux ans. Il se spécialise entre autres dans les lois de Cacheroute, Niddah et Guittin.

### Dayan en France
En 1998, il retourne en France. Il devient Dayan à Nice puis à Toulouse, jusqu'en 2002,,. Il est Dayan à Marseille.

### Grand-rabbin d'Amsterdam
En 2006, il devient grand rabbin et Av Beth Din d'Amsterdam,,.

### Cacheroute
Eliezer Wolff contribue à la fondation du "Top K Label" pour la Cacheroute.

### Affrontements du 7 et 8 novembre 2024 à Amsterdam
À la suite des affrontements du 7 et 8 novembre 2024 à Amsterdam, Eliezer Wolff se fait le porte-parole de la communauté juive d'Amsterdam,, exprime sur Akadem le « sentiment d'insécurité » des Juifs d'Amsterdam et regrette la neutralité et « l'excès de tolérance » de la police d'Amsterdam.

## Publications
- (en) Eliezer Wolff. Keeping Kosher In a Non-Kosher World. 1989[10]